# Chatou
Chatou je zahodno predmestje Pariza in občina v osrednjem francoskem departmaju Yvelines regije Île-de-France. Leta 1999 je naselje imelo 28.588 prebivalcev.

## Geografija
Naselje leži v osrednji Franciji na desnem bregu reke Sene 6 km vzhodno od Saint-Germain-en-Laye in 14 km od središča Pariza.

## Administracija
Chatou je sedež istoimenskega kantona, v katerega je poleg njegove vključena še občina Croissy-sur-Seine z 38.423 prebivalci. Kanton je sestavni del okrožja Saint-Germain-en-Laye.

## Zgodovina
31. maja 1875 se je del ozemlja občine Chatou izločil in združil z deli ozemlja občin Le Pecq in Croissy-sur-Seine, pri čemer je nastala nova občina Le Vésinet.

## Znamenitosti
- romanska cerkev Notre-Dame iz 13. stoletja,
- restavracija Maison Fournaise, priljubljeno shajališče francoskih impresionistov 19. stoletja.